# HB (группа)

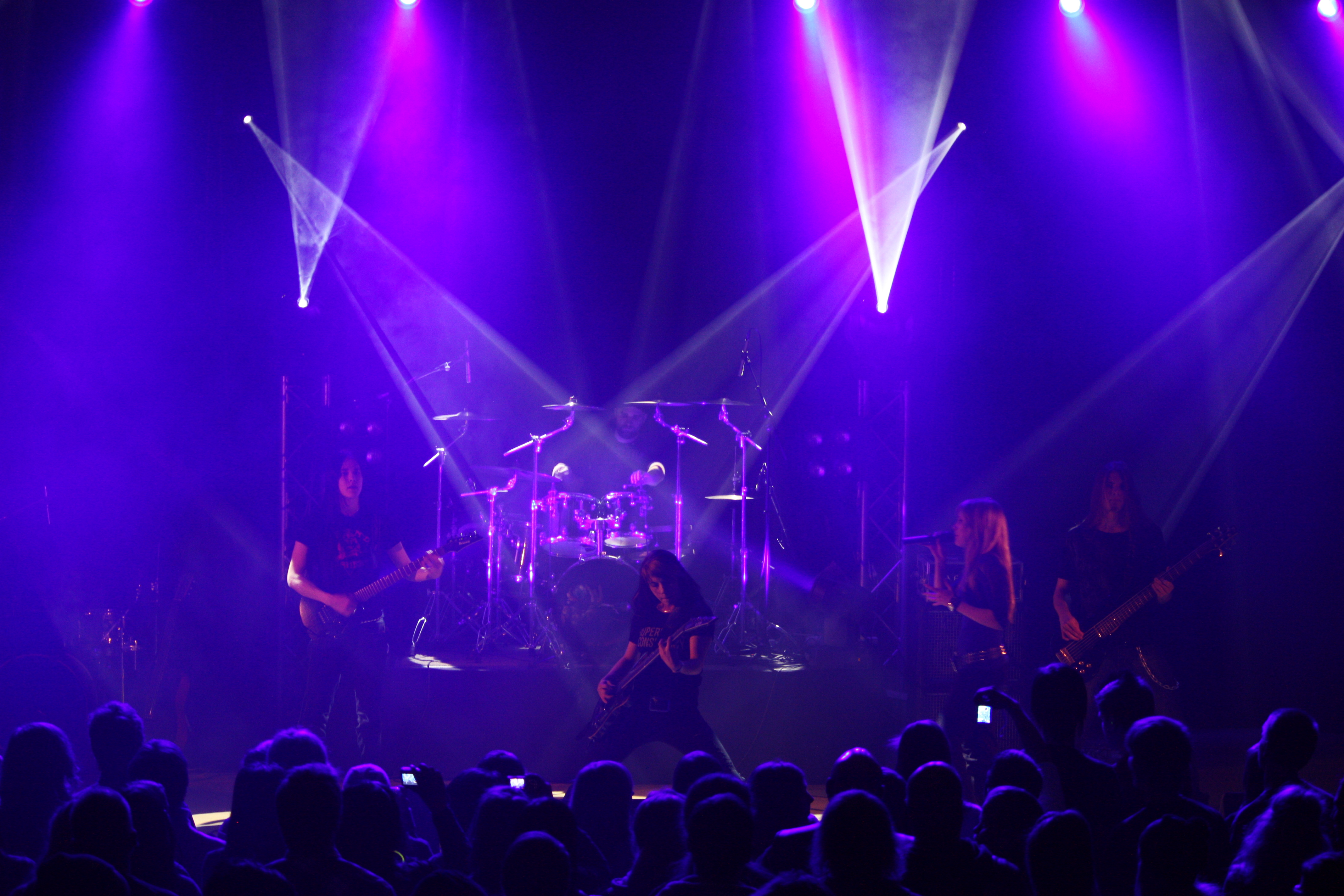
HB на выступлении (2010)

HB (расшифровывается как англ. Holy Bible, рус. Священное писание) — финская группа, играющая христианский симфоник-метал. Она была образована в Форссе в 2002 году. HB записали одно демо, четыре студийных альбома на финском языке, а также англоязычные версии трёх из них, два сингла и концертный DVD, снятый на фестивале Näkyvissä Maat. Последний на настоящее время альбом коллектива Pääkallonpaikka, выпущенный в 2010 году, занял пятое место в финском хит-параде.
Музыку HB сравнивают с творчеством таких коллективов, как Nightwish, Within Temptation, Epica и After Forever.

## Состав
| - Miia Rautkoski - вокал - Antti Niskala — фортепьяно, вокал - Samuel Mäki-Kerttula — ударные - Sofia Ylinen — гитара - Tuomas Kannisto — бас-гитара - Bob — гитара | Бывшие участники - Johanna Aaltonen — вокал - Tuomas Mäki-Kerttula — бас-гитара - Markus Malin — ударные - Tommi Huuskonen — бас-гитара - Keijo Kauppinen — гитара - Janne Karhunen — гитара |

## Дискография
| - HB (2002) - Uskon Puolesta (2003; англ. версия The Battle of God, 2011) - Enne (2005; англ. версия Frozen Inside, 2008) - Piikki lihassa (2008; англ. версия Jesus Metal Explosion, 2010) - Pääkallonpaikka (2010) | - Turhaa Tärinää? (2004) - Perkeleitä (2010) - Can You Road? (2006) |